# Эль-Коауйлон (гора)
Эль-Коауйлон (исп. El Coahuilón) — гора в Мексике, расположенная на границе двух штатов: Коауила (в муниципалитете Артеага) и Нуэво-Леон (в муниципалитете Районес), к северо-востоку от посёлка Меса-де-лас-Таблас. Гора является частью горной системы Восточного Сьерра-Мадре. Эль-Коауйлон достигает высоты до 3575 метров над уровнем моря, это третья по высоте гора в Коауила после Серро-де-ла-Вига и Сьерра-де-ла-Марта.
В мае 1975 и 1998 года лесные пожары повредили большую часть горы. Усилия по восстановлению леса дали результаты, но для полной реабилитации потребуется несколько десятилетий.
Северный склон Эль-Коауйлон покрыт хвойными лесами с соснами, пихтами, дубами и другими видами вечнозеленых деревьев и кустарников. В их число входят мексиканская белая сосна (лат. Pinus ayacahuite), сосна Хартвега (лат. Pinus hartwegii) и другие. Южный склон горы покрыт ксериковыми кустарниками.